# CKS Zbiersk
CKS Zbiersk – polski klub sportowy, utworzony w 1959 roku, znajdujący się w województwie wielkopolskim, w powiecie kaliskim, w środkowej części miejscowości Zbiersk-Cukrownia, w gminie Stawiszyn.

## Historia
Klub Sportowy przy Cukrowni Zbiersk powstał w 1945 roku, po II Wojnie Światowej z inicjatywy instruktora lekkiej atletyki i piłki siatkowej – Zygmunta Janowskiego. Wokół swojej osoby skupiał on młodych pracowników tutejszej Cukrowni oraz mieszkańców Gminy Zbiersk, którzy wykazywali chęć uprawiania sportu w tym: lekkiej atletyki, piłki siatkowej, nożnej oraz koszykówki. Od tego czasu zawodnicy rozgrywali wiele meczów towarzyskich, m.in. z drużyną z sąsiedniej miejscowości „Pogoń” Stawiszyn. W roku 1949 Klub Sportowy przy Cukrowni Zbiersk przekształca się w Ludowy Zespół Sportowy (LZS Zbiersk), a jesienią w 1959 roku w Cukrowniczy Klub Sportowy Zbiersk
Cukrowniczy Klub Sportowy w Zbiersku swoją działalność opiera na pracy społecznej swoich członków. Celem jest krzewienie kultury fizycznej wśród dzieci, młodzieży i dorosłych przez sport.
W 2010 roku klub awansował do Kaliskiej Klasy Okręgowej. W 2015 roku „Drużyna ‘Orlika” (rocznik 2004) zajęła I miejsce w swojej lidze, w kategorii „Orlik” Kaliskiego Okręgowego Związku Piłki Nożnej. W 2016 ta sama drużyna zdobyła I miejsce w kategorii „Młodzik Młodszy” Kaliskiego Okręgowego Związku Piłki Nożnej.
Wyróżnienie medalem: „Zasłużony dla Gminy i Miasta Stawiszyn” Cukrowniczego Klubu Sportowego jest wyrazem wdzięczności za całokształt działalności i osiągnięcia.
Trenerem drużyny seniorów w latach 2023-2025 był Damian Konieczny, a od 2025 po kilku latach na stanowisko trenera powrócił Sylwin Donart.
W 2025 Juniorzy CKS-u Zbiersk zdobyli I miejsce w I lidze okręgowej, dzięki temu uzyskali historyczny awans do ligi wojewódzkiej

## Stadion

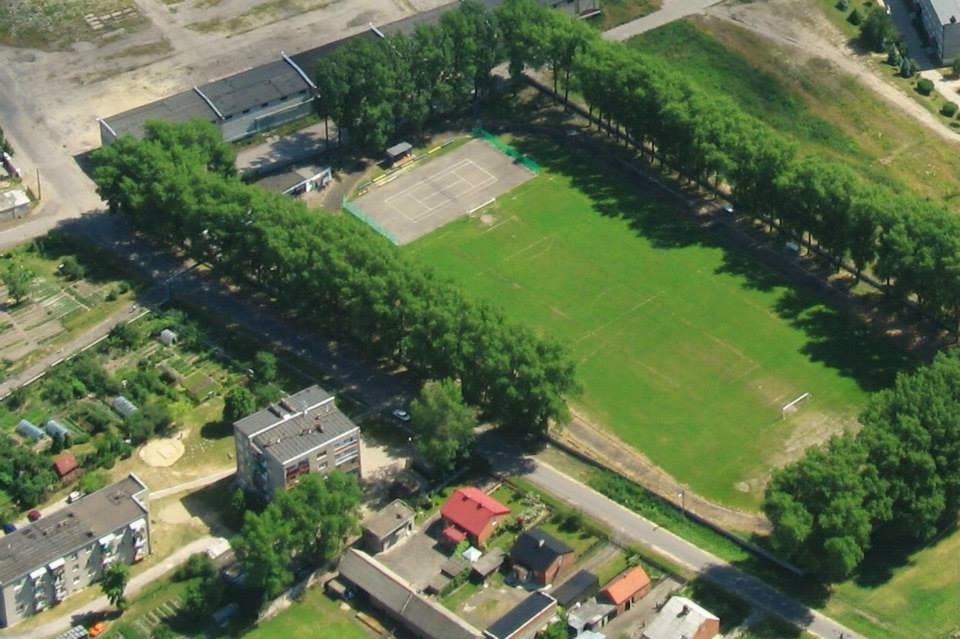
Stadion w Zbiersku z otaczającymi go drzewami (2013).

Stadion położony jest w Zbiersku-Cukrowni.

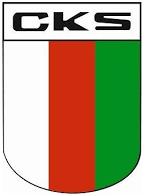
Herb CKS Zbiersk

Przy stadionie są ławki drewniane oraz trybuny, które mogą pomieścić ponad 150 osób.
Stadion otaczały drzewa, wycięte w latach 2013–2018.